# Southern Pines
Southern Pines es un pueblo ubicado en el condado de Moore, en el estado estadounidense de Carolina del Norte. El pueblo, en el año 2000, tenía una población de 10.918 habitantes en una superficie de 40.2 km², con una densidad de 274.5 personas por km².

## Geografía
Southern Pines se encuentra ubicado en las coordenadas 35°10′55″N 79°23′54″O / 35.18194, -79.39833. Según la Oficina del Censo, el pueblo tiene un área total de 40,2 km² (15,5 mi²), de la cual 39,8 km² (15,4 mi²) es tierra y 0,5 km² (0,2 mi²) (1.16%) es agua.

### Localidades adyacentes
El siguiente diagrama muestra las localidades en un radio de 12 kilómetros (7,5 mi) de Southern Pines.

## Demografía
En el 2000 la renta per cápita promedia del hogar era de 38.822 $, y el ingreso promedio para una familia era de 50.128 $. El ingreso per cápita para la localidad era de 25.034 $. En 2000 los hombres tenían un ingreso per cápita de 35.176 $ contra 23.222 $ para las mujeres. Alrededor del 14.60% de la población estaba bajo el umbral de pobreza nacional.